# Correbia ceramboides
Correbia ceramboides är en fjärilsart som beskrevs av Herrich-Schäffer 1855. Correbia ceramboides ingår i släktet Correbia och familjen björnspinnare. Inga underarter finns listade i Catalogue of Life.